# أوغست شينك
أوقست شينك (بالألمانية: August Schenk) (و. 1815 – 1891 م) هو عالم نبات، وإحاثي، وأستاذ جامعي من ألمانيا .
توفي في ميونخ ، عن عمر يناهز 76 عاماً.

## مناصب وهيئات
أدار جامعة لايبتزغ، وجامعة فورتسبورغ.